# 莱尼奥河
莱尼奥河（瑞典语：Lainioälven）是瑞典北部拉普兰省基律纳自治区的一条河流。它的源头是罗斯图地区的一个高山湖，位于瑞典和挪威的边境。从源头出发200公里后，莱尼奥河汇入托尔讷河，最终流入波的尼亚湾。莱尼奥河两岸的城市包括康奥斯，上索佩罗和莱尼奥。
莱尼奥河被认为是欧洲最好的适合钓鱼的河流，在每年的7月和8月有充足的狗鱼、鲈鱼、鲑鱼和大麻哈鱼资源。